# Apolo Ronchi
Apolo Ronchi Desquier (Galatz, 8 de marzo de 1896 - Paysandú, 6 de mayo de 1963) fue un pianista, compositor y profesor de música uruguayo de origen rumano. También se dedicó a la fotografía en forma no profesional.

## Biografía
Ronchi llegó a Uruguay en el año 1900 cuando tenía cuatro años de edad e inició sus estudios musicales junto a Gerardo Metallo. Vivió durante once años en Montevideo y posteriormente viajó a Italia, la patria natal de su padre en 1911. Regresó a Uruguay en 1915 y se radicó en la ciudad de Paysandú, donde cursó sus estudios de primaria y secundaria. En esos años se interesó por la música y recibió el apoyo de reconocidos profesores como Falchetti, Gerardo Metallo y Bruno Goyeneche.
Obtuvo el cargo de inspector de música en 1927 y debió encargarse como tal, de supervisar siete escuelas. También aportó a la formación musical de docentes y estudiantes. Paralelamente, se dedicó a la composición y a la colaboración con Lauro Ayestarán en sus investigaciones sobre las tradiciones musicales uruguayas, sobre las cuales dictó conferencias. Abandonó sus tareas como inspector en 1953, aunque continuó su trabajo como investigador en el área musical. Realizó un viaje por Europa y a su regreso retomó su vínculo con distintas escuelas de Paysandú.
Además de composiciones para niños, escribió algunas obras teatrales-musicales. Entre ellas destaca «El patio de mi escuela», inspirada en sus observaciones de los niños de la Escuela Nº 106 de Paysandú. Actualmente esa escuela, con la cual Ronchi mantuvo un vínculo profesional más fuerte, lleva su nombre.

## Obras
- El patio de mi escuela
- El Despertar de un pueblo (1948)